# كايآني
كاياني (Kajaani) مدينة في فنلندا.

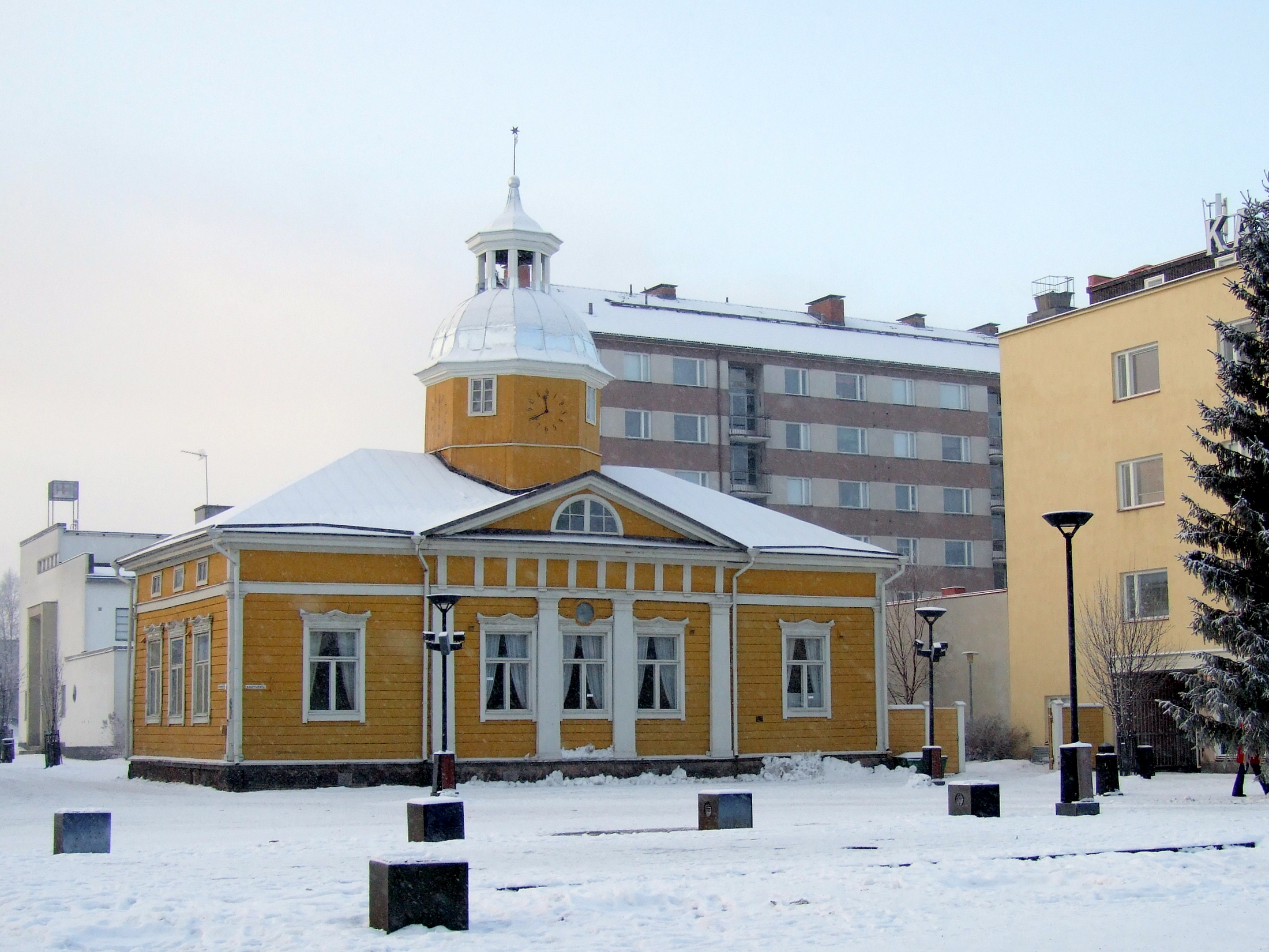
مقر البلدية القديم

عاصمة إقليم كاينو . تقع إلى الجنوب الشرقي من أولويارفي (بحيرة أولو) ، والتي تصف إلى خليج بوثنيا إلى جانب نهر أولويوكي (نهر أولو). يقطن المدينة 38.211 ساكن ، ومساحتها 2،264.06 كيلومترا مربعا منها 428.66 كيلومتر مربع من المياه. الكثافة السكانية هي 20,82 نسمة لكل كيلومتر مربع . المدينة أحادية اللغة الفنلندية.
كاياني في وسط إقليم كاينو. بدأ الفلكلوري إلياس لونروت رحلاته من هنا بجمع الفولكلور في كاريليا.

## المناخ
يظهر الجدول التالي التغييرات المناخية على مدار السنة لكايآني:
| البيانات المناخية لـكايآني        | البيانات المناخية لـكايآني | البيانات المناخية لـكايآني | البيانات المناخية لـكايآني | البيانات المناخية لـكايآني | البيانات المناخية لـكايآني | البيانات المناخية لـكايآني | البيانات المناخية لـكايآني | البيانات المناخية لـكايآني | البيانات المناخية لـكايآني | البيانات المناخية لـكايآني | البيانات المناخية لـكايآني | البيانات المناخية لـكايآني | البيانات المناخية لـكايآني |
| الشهر                             | يناير                      | فبراير                     | مارس                       | أبريل                      | مايو                       | يونيو                      | يوليو                      | أغسطس                      | سبتمبر                     | أكتوبر                     | نوفمبر                     | ديسمبر                     | المعدل السنوي              |
| --------------------------------- | -------------------------- | -------------------------- | -------------------------- | -------------------------- | -------------------------- | -------------------------- | -------------------------- | -------------------------- | -------------------------- | -------------------------- | -------------------------- | -------------------------- | -------------------------- |
| الدرجة القصوى °م (°ف)             | 6 (43)                     | 5 (41)                     | 11 (52)                    | 21 (70)                    | 27 (81)                    | 30 (86)                    | 31 (88)                    | 31 (88)                    | 28 (82)                    | 15 (59)                    | 10 (50)                    | 6 (43)                     | 31 (88)                    |
| متوسط درجة الحرارة الكبرى °م (°ف) | −8 (18)                    | −7 (19)                    | −1 (30)                    | 5 (41)                     | 12 (54)                    | 18 (64)                    | 20 (68)                    | 17 (63)                    | 12 (54)                    | 5 (41)                     | −2 (28)                    | −7 (19)                    | 5 (42)                     |
| متوسط درجة الحرارة الصغرى °م (°ف) | −14 (7)                    | −14 (7)                    | −10 (14)                   | −4 (25)                    | 2 (36)                     | 8 (46)                     | 11 (52)                    | 9 (48)                     | 5 (41)                     | 0 (32)                     | −6 (21)                    | −11 (12)                   | −2 (28)                    |
| أدنى درجة حرارة °م (°ف)           | −41 (−42)                  | −37 (−35)                  | −35 (−31)                  | −25 (−13)                  | −11 (12)                   | −3 (27)                    | 3 (37)                     | −3 (27)                    | −7 (19)                    | −22 (−8)                   | −26 (−15)                  | −35 (−31)                  | −41 (−42)                  |
| الهطول مم (إنش)                   | 37 (1.5)                   | 34 (1.3)                   | 31 (1.2)                   | 30 (1.2)                   | 56 (2.2)                   | 78 (3.1)                   | 99 (3.9)                   | 84 (3.3)                   | 54 (2.1)                   | 53 (2.1)                   | 45 (1.8)                   | 43 (1.7)                   | 644 (25.4)                 |
| المصدر #1: MSN Weather            |                            |                            |                            |                            |                            |                            |                            |                            |                            |                            |                            |                            |                            |
| المصدر #2: Weatherbase            |                            |                            |                            |                            |                            |                            |                            |                            |                            |                            |                            |                            |                            |

## توأمة
لكايآني اتفاقيات توأمة مع كل من:
- روستوف على نهر الدون
- بلدية أوسترسوند [الإنجليزية]‏
- ماركيت
- جيوجيانغ
- بايون
- نيرغهازا (1981 - )